# Лексі Елфорд
Алексіс Роуз Елфорд (нар. 10 квітня 1998), також відома як Лексі Безмежна, — американка, яка відома тим, що подорожувала 196 країнами до досягнення двадцяти одного року. Вважається рекордсменкою Книги рекордів Гіннеса як наймолодша подорожуюча людина.

## Ранні роки
Елфорд народилась та виросла у Невада-Сіті, Каліфорнія, у сім'ї середнього класу. У дванадцять років вона вирішила, що хоче досліджувати світ. Її батьки були туристичними агентами, у яких вона навчилася навичкам бронювання та планування маршруту. У 18 років Лексі закінчила громадський коледж, отримавши диплом молодого спеціаліста.

## Кар'єра
Отримавши ступінь, Елфорд накопичила кошти, працюючи в підлітковому віці, щоб самостійно фінансувати свої подорожі. Крім того, вона доповнює свій дохід веденням блогів, позаштатною фотографією; за словами Лексі, вона витрачає «безбожну кількість часу на дослідження найкращих пропозицій і досконалого навчання, як бюджетно подорожувати екзотичними місцями». Подорожуючи, вона описує себе як мінімалістку, яка носить лише те, що їй потрібно, у рюкзаку разом із обладнанням для відеозйомки.
Я просто хотіла розширити межі того, що можу зробити зі своїм життям, і побачити якомога більше світу в процесі.—  Алфорд у 2019 році

### YouTube
Вона запустила свій канал на YouTube через кілька місяців після того, як встановила світовий рекорд. На своєму каналі під назвою Lexie Limitless рекордсменка ділиться своїми пригодами в подорожах, успіхом молодої жінки-мандрівниці, а також розповідає про свій спосіб життя по всьому світу. Одне з найпопулярніших її відео — «Моя неможлива 5-хвилинна подорож до Північної Кореї», в якому вона записала свою 5-хвилинну подорож до суворої Північної Кореї.

### Книга рекордів Гіннеса
Елфорд була внесена в Книгу рекордів Гіннеса як «наймолодша людина, яка подорожувала всіма суверенними країнами» і «наймолодша жінка, яка подорожувала всіма суверенними країнами» у віці 21 рік.

### Майбутня книга
Елфорд нещодавно оголосила, що зараз пише книгу про свої успіхи у подорожуванні.